# Foot-Ball Club Juventus 1925-1926
Questa voce raccoglie le informazioni riguardanti il Foot-Ball Club Juventus nelle competizioni ufficiali della stagione 1925-1926.

## Stagione

Una fase della finale di andata della Lega Nord tra Bologna e Juventus (2-2)

Nella stagione 1925-1926 la federazione di calcio autorizzò l'apertura ai calciatori stranieri. Le Zebre torinesi, che per il rinnovamento societario a opera degli Agnelli rappresentavano «il futuro del calcio piemontese», in campionato raggiunsero il primo posto grazie a nove vittorie consecutive – dal 13 dicembre 1925 (Mantova-Juventus 0-5 della 9ª giornata) all'11 aprile 1926 (Alessandria-Juventus 1-3 della 17ª giornata) –, per un totale di diciassette partite di fila senza subire sconfitte nel secondo raggruppamento della Lega Nord a dodici squadre; a ciò si aggiunsero nove partite (934') con la porta inviolata – dal 25 ottobre 1925 (Juventus-Milan 6-0 della 4ª giornata) al 28 febbraio 1926 (Parma-Juventus 0-3 della 12ª giornata) –, un record del calcio pionieristico, grazie anche alle prestazioni del trio difensivo composto dal portiere Gianpiero Combi e dai terzini Virginio Rosetta e Luigi Allemandi.
Con 17 vittorie, 3 pareggi e 2 sconfitte la Juventus si qualificò, per la prima volta in cinque anni, alla finale della Lega Nord contro i campioni uscenti del Bologna, rinnovato un anno prima da Leandro Arpinati, vicesegretario nazionale del Partito Nazionale Fascista. Nella gara di andata giocata l'11 luglio 1926 allo stadio Sterlino di Bologna, le due squadre pareggiarono 2-2 (due reti di Ferenc Hirzer, capocannoniere di quella stagione con 35 reti in un totale di 26 partite). La gara di ritorno, giocata in Corso Marsiglia a Torino il 25 dello stesso mese, finì 0-0. Tre giorni dopo il tecnico bianconero Jenő Károly morì improvvisamente d'infarto, ad appena cinque giorni dalla decisiva partita di spareggio: il 1º agosto a Milano la Juventus, guidata ad interim dal giocatore-allenatore József Viola, vinse 2-1 grazie alle reti di Piero Pastore – terzo posto della classifica finale dei marcatori in campionato durante quella stagione con 26 reti – e Antonio Vojak.
La squadra torinese, in qualità di campione del Nord, affrontò quindi la finalissima nazionale contro l'Alba Roma, campione del Sud, vincendo sia all'andata per 7-1 a Torino l'8 agosto, sia al ritorno per 5-0 a Roma il 22 dello stesso mese. Così, con 37 punti (per un totale di 45 punti a fine stagione), il migliore attacco e la miglior difesa del torneo, con 68 reti a favore (per un totale di 84 a fine campionato) e 14 contro (per un totale di 18 alla fine dello stesso torneo), la Juventus si aggiudicò il suo secondo titolo federale, interrompendo un digiuno di ben ventuno anni – tuttora il più lungo nella storia del club –; indossò così sulla maglia, per la prima volta, il simbolo di campione d'Italia, composto all'epoca da uno scudo sabaudo rosso con una croce bianca all'interno, e un fascio littorio simbolo della Roma imperiale (utilizzato anche dalla nazionale italiana dall'incontro con l'Ungheria del 6 gennaio 1911).
Le disposizioni della Carta di Viareggio del 2 agosto 1926 portarono alla fusione della Lega Nord e della Lega Sud nella cosiddetta Divisione Nazionale, prima dell'inizio del ventisettesimo campionato a gironi.

## Divise
| Casa | 1ª portiere | 2ª portiere |

## Rosa
| N. |                   | Ruolo | Calciatore           |
| -- | ----------------- | ----- | -------------------- |
|    | Italia (bandiera) | P     | Gianpiero Combi      |
|    | Italia (bandiera) | P     | Ezio Sclavi          |
|    | Italia (bandiera) | D     | Luigi Allemandi      |
|    | Italia (bandiera) | D     | Mario Ferrero        |
|    | Italia (bandiera) | D     | Guido Gianfardoni    |
|    | Italia (bandiera) | D     | Ugo Rasetto          |
|    | Italia (bandiera) | D     | Virginio Rosetta     |
|    | Italia (bandiera) | C     | Barale II            |
|    | Italia (bandiera) | C     | Barale III           |
|    | Italia (bandiera) | C     | Bigatto I (capitano) |
|    | Italia (bandiera) | C     | Giuseppe Grabbi      |

| N. |                     | Ruolo | Calciatore        |
| -- | ------------------- | ----- | ----------------- |
|    | Italia (bandiera)   | C     | Mario Meneghetti  |
|    | Italia (bandiera)   | C     | Mario Paniati     |
|    | Ungheria (bandiera) | C     | József Viola      |
|    | Italia (bandiera)   | A     | Tommaso Caudera   |
|    | Italia (bandiera)   | A     | Camillo Fenili    |
|    | Italia (bandiera)   | A     | Domenico Gariglio |
|    | Ungheria (bandiera) | A     | Ferenc Hirzer     |
|    | Italia (bandiera)   | A     | Federico Munerati |
|    | Italia (bandiera)   | A     | Piero Pastore     |
|    | Italia (bandiera)   | A     | Giuseppe Torriani |
|    | Italia (bandiera)   | A     | Antonio Vojak     |

## Risultati

### Prima Divisione

#### Girone eliminatorio
| Arbitro: | Ramponi (Milano) |

|                                            |           |  |
| Pastore 11’, 23’, 89’ Hirzer 18’, 68’, 76’ | Marcatori |  |

| Arbitro: | U. Gama (Milano) |

|                                |           |                        |
| Vecchina 25’ Barzan 88’ (rig.) | Marcatori | 47’ Pastore 69’ Hirzer |

| Arbitro: | Bonello (Venezia) |

|                       |           |             |
| Roveda 16’ Raggio 89’ | Marcatori | 30’ Pastore |

| Arbitro: | Girelli (Verona) |

|                                                               |           |  |
| Viola 9’ (rig.) Hirzer 27’, 34’ Pastore 37’, 78’ Torriani 54’ | Marcatori |  |

| Arbitro: | Pinasco (Genova) |

|  |           |             |
|  | Marcatori | 51’ Pastore |

| Arbitro: | Gaudenzi (Milano) |

|                                 |           |  |
| Pastore 3’, 14’ Hirzer 35’, 52’ | Marcatori |  |

| Arbitro: | Sianesi (Milano) |

|                             |           |  |
| Munerati 6’, 48’ Hirzer 64’ | Marcatori |  |

| Cremona 6 dicembre 1925 8ª giornata | Cremonese        | 0 – 0 referto | Juventus | Campo di via Persico\| Arbitro: \| Pinasco (Genova) \| |
| Arbitro:                            | Pinasco (Genova) |               |          |                                                        |

| Arbitro: | Petariny (Trieste) |

|  |           |                                                 |
|  | Marcatori | 22’, 72’, 80’ Hirzer 29’ Pastore 37’ Meneghetti |

| Arbitro: | Vagge (Genova) |

|                                              |           |  |
| Hirzer 20’ (rig.), 40’ Pastore 35’, 48’, 81’ | Marcatori |  |

| Arbitro: | Mauro (Milano) |

|                         |           |  |
| Hirzer 62’ Torriani 78’ | Marcatori |  |

| Arbitro: | Guarnieri (Milano) |

|  |           |                            |
|  | Marcatori | 4’ Hirzer 38’, 60’ Pastore |

| Arbitro: | Mauro (Milano) |

|                                               |           |                         |
| Pastore 1’ Hirzer 28’ (rig.) Viola 70’ (rig.) | Marcatori | 33’ Gregar 36’ F. Monti |

| Arbitro: | Galli (Bologna) |

|                                |           |  |
| Pastore 1’, 23’, 50’ Hirzer 7’ | Marcatori |  |

| Arbitro: | Vagge (Genova) |

|             |           |                      |
| Savelli 21’ | Marcatori | 19’ Vojak 83’ Hirzer |

| Arbitro: | A. Gama (Milano) |

|                 |           |             |
| Hirzer 65’, 83’ | Marcatori | 47’ Zanello |

| Arbitro: | Pinasco (Genova) |

|           |           |                            |
| Tritz 48’ | Marcatori | 9’ Munerati 15’, 81’ Vojak |

| Arbitro: | Lenti (Genova) |

|               |           |            |
| A. Bandini 4’ | Marcatori | 64’ Hirzer |

| Arbitro: | Pozzi (Monza) |

|                                   |           |  |
| Hirzer 10’, 66’ Munerati 76’, 81’ | Marcatori |  |

| Arbitro: | Carraro (Padova) |

|                                                                  |           |            |
| Vojak 5’ Hirzer 33’, 35’ (rig.), 36’, 38’, 39’ Munerati 40’, 80’ | Marcatori | 75’ Preuss |

| Arbitro: | Parodi (Genova) |

|                        |           |  |
| Povero 25’ Powolny 67’ | Marcatori |  |

| Arbitro: | Grossi (Milano) |

|                  |           |                                            |
| S. Santamaria 5’ | Marcatori | 7’ (aut.) Lombardo 50’ Hirzer 61’ Munerati |

#### Finali di Lega Nord
| Arbitro: | Gama (Milano) |

|                        |           |                 |
| Perin 45’ Muzzioli 79’ | Marcatori | 47’, 73’ Hirzer |

| Torino 25 luglio 1926, ore 16:40 CET Ritorno | Juventus      | 0 – 0 referto | Bologna | Campo Juventus\| Arbitro: \| Gama (Milano) \| |
| Arbitro:                                     | Gama (Milano) |               |         |                                               |

| Arbitro: | Gama (Milano) |

|              |           |                          |
| Schiavio 55’ | Marcatori | 19’ Pastore 74’ A. Vojak |

#### Finale
| Arbitro: | Dani (Genova) |

|                                                                 |           |              |
| A. Vojak 17’ Hirzer 42’, 55’, 85’ Torriani 47’ Pastore 80’, 81’ | Marcatori | 22’ Lo Prete |

| Arbitro: | Gama (Milano) |

|  |           |                                                     |
|  | Marcatori | 7’, 44’, 63’ Pastore 87’ (aut.) Mattei 88’ Munerati |

## Statistiche

### Statistiche dei giocatori
| Giocatore       | Campionato | Campionato |
| Giocatore       | Presenze   | Reti       |
| --------------- | ---------- | ---------- |
| G. Combi        | 27         | 0          |
| E. Sclavi       | 1          | 0          |
| L. Allemandi    | 17         | 0          |
| M. Ferrero      | 16         | 0          |
| G. Gianfardoni  | 5          | 0          |
| U. Rasetto      | 1          | 0          |
| V. Rosetta      | 24         | 0          |
| G. Barale (II)  | 8          | 0          |
| O. Barale (III) | 1          | 0          |
| C. Bigatto (I)  | 26         | 0          |
| G. Grabbi       | 4          | 0          |
| M. Meneghetti   | 22         | 1          |
| M. Paniati      | 4          | 0          |
| J. Viola        | 23         | 2          |
| T. Caudera      | 1          | 0          |
| C. Fenili       | 3          | 0          |
| D. Gariglio     | 1          | 0          |
| F. Hirzer       | 25         | 35         |
| F. Munerati     | 22         | 10         |
| P. Pastore      | 22         | 27         |
| G. Torriani     | 27         | 3          |
| A. Vojak (I)    | 17         | 5          |